# Igor Kannário
Anderson Machado de Jesus, mais conhecido pelo nome artístico Igor Kannário (Salvador, 29 de novembro de 1984) é um cantor compositor e político brasileiro. Também é conhecido como o "Príncipe do Gueto" que, segundo o próprio, vem por representar a favela de Salvador. Filiado ao Partido Socialista Brasileiro (PSB) foi eleito vereador em 2016. Em 2018, foi eleito deputado federal pela Bahia.

## Carreira
Igor Kannário, nome artístico de Anderson Machado, é um cantor e compositor brasileiro nascido e criado na periferia de Salvador, Bahia. Sua carreira musical começou aos 8 anos, quando formou a banda Eclipse do Samba com seus amigos, atuando como baterista e vocalista.
Em 2000, Kannário iniciou sua carreira profissional na banda Coisa do Samba, onde se destacou como um dos vocalistas principais. Ele passou a integrar a Patrulha do Samba, entre 2004 e 2005, e a Swing do P, de 2006 a 2008. Foi durante este período que Kannário se tornou conhecido em toda a região nordeste. 
Em 2008, Kannário estabeleceu a banda denominada A Bronkka, e posteriormente firmou um contrato de duração de 4 anos com o empresário Beto Bonfim. Sua voz única e estilo musical inovador chamaram a atenção do público e crítica, tornando-o um dos artistas mais populares do gênero na Bahia. Em Julho de 2011, Igor Kannário gravou seu primeiro DVD, enquanto estava à frente da banda A Bronkka. A gravação ocorreu em Camaçari, município localizado no estado da Bahia.
Em dezembro de 2012, Kannário deixou A Bronkka para seguir carreira solo.
No dia 28 de janeiro de 2013, Igor Kannário fez sua estreia em carreira solo na casa de shows Cais Dourado, localizada na cidade de Salvador, Bahia. O evento contou com a presença de um público animado e entusiasmado, marcando o início de uma nova fase na carreira do artista.
No dia 17 de março de 2016, Kannário realizou sua primeira turnê na Europa, visitando quatro países. Em maio de 2022 retornou A Bronkka, com os antigos integrantes para a gravação de um DVD de 20 anos de carreira. Em julho de 2022, Kannário anunciou que deixaria de usar o nome A Bronkka em seus shows. A decisão foi tomada após a descoberta de que a marca havia sido registrada por seu ex-empresário, Beto Bonfim. Kannário alegou que o registro foi feito sem o seu conhecimento durante o período em que fazia parte do grupo, em 2008.
Em 18 de julho de 2024, o cantor gravou seu DVD Bem Vindo À Minha Quebrada no Parque de Exposições de Salvador. O projeto contou com a participação de diversos artistas, incluindo Zé Vaqueiro, Tomate e Marcelo Falcão, e apresentou um total de 18 faixas.

## Vida pessoal
Kannário tem dois filhos: Laura, nascida em 2005 do relacionamento com Ludmila e Liam, nascido em 22 de julho de 2019, do relacionamento com Lai Mattos. O cantor não tem uma relação próxima com sua mãe, Dejanira Machado, que é evangélica e que, segundo ele, tentava constantemente convencê-lo a abandonar o pagode baiano para cantar música gospel. Kannário é abertamente consumidor de maconha e a favor da legalização do uso.
Em 2 de agosto de 2024, Kannário revelou ser proprietário da "Aviário Caldeira", uma granja que produz mais de quatro mil ovos por dia.

## Controvérsias

### Prisão e relação com a polícia
Em janeiro de 2014, durante a gravação de um videoclipe nas ruas de Salvador, Kannário foi detido e conduzido até a delegacia após desacatar um policial que atendia denúncias de perturbação do sossego]] público. Segundo o Major Humberto, a produção do cantor fez a solicitação de policiamento para o evento "em cima da hora" e a produtora não tinha autorização da prefeitura de Salvador para promover um evento em área públical. Ao ser entrevistado pela Record Bahia, Kannário desmentiu se tratar de um evento e criticou o trabalho da polícia. Em janeiro de 2015, Kannário foi preso junto com amigos por porte de maconha e, posteriormente, indicado por tráfico. Em entrevista após ser libertado, o cantor sugeriu ser vítima de perseguição da polícia por vir da favela. Após a prisão, sua participação no principal circuito do Carnaval daquele ano foi suspensa, mas o cantor acabou puxando o trio elétrico no trajeto independente e conquistou o Troféu Dodô e Osmar de Artista Revelação Masculino do Carnaval 2015.
No carnaval de 2019, após denúncias de policiais, o soldado Prisco, presidente da Associação dos Policiais e Bombeiros Militares e seus Familiares do Estado da Bahia (Aspra), disse que iria processar Kannário por apologia ao crime, após o cantor subir no trio com emblema no ombro e nas costas "Comando da Paz", nome de uma facção criminosa. O então deputado estadual Capitão Alden, afiliado ao PSL, também disse que entraria com uma representação no Ministério Público e denúncia na Câmara dos Deputados para que o Conselho de Ética julgue a conduta do cantor como "desafiadora da moral e dos bons costumes", porém nada ocorreu legalmente.

### Relação com a imprensa
Em março de 2015, o jornal Correio 24 Horas publicou um artigo criticando o cantor. No mesmo ano, a jornalista Luar Montes publicou uma crítica à Kannário, dizendo que ele "generaliza e marginaliza as comunidades de Salvador", que é um "rebelde sem causa e sem poesia" e que "não passa de um baderneiro bem empresariado". Kannário disse ser criticado por sua proximidade com a cultura das favelas e por alguém da periferia ser lido como uma "ameaça" para os artistas estabelecidos do do carnaval baiano. Em 2016, o cantor discutiu com jornalistas da TV Bahia, afiliada da Rede Globo, em cima do trio elétrico em frente ao camarote, após a emissora censurar seu nome em uma entrevista de Caetano Veloso elogiando-o.